# BayCare Ballpark

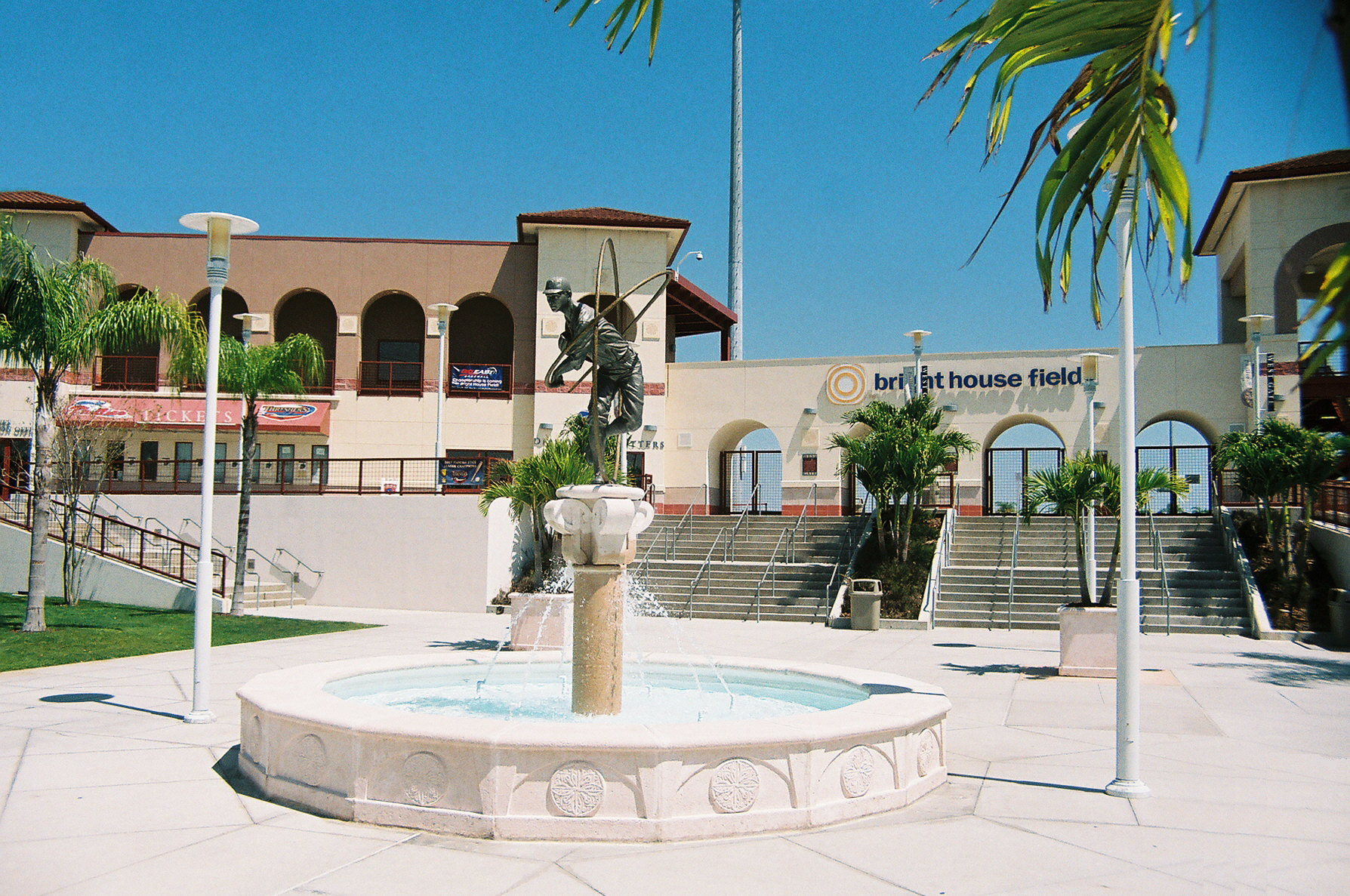
À l'entrée du stade, une sculpture de Kevin Brady.

Le BayCare Ballpark, anciennement Bright House Networks Field et Bright House Field, Bright House Field et Spectrum Field, est un stade de baseball, d'une capacité de 8500 places, situé dans la ville de Clearwater, dans l'État de Floride, aux États-Unis. Stade des entraînements de printemps des Phillies de Philadelphie, il est le domicile des Threshers de Clearwater, club de baseball mineur, de niveau A-avancé, évoluant en Ligue de l'État de Floride.

## Histoire
La construction du stade a débuté en 2002 et le stade a été inauguré le 27 février 2004.
Le premier match des Phillies dans ce nouveau lieu a eu lieu le 4 mars 2004, avec pour opposant les Yankees de New York et 8205 personnes venues assister à la rencontre.